# Puzeaux
Puzeaux é uma comuna francesa na região administrativa de Altos da França, no departamento de Somme. Estende-se por uma área de 3,75 km². Em 2010 a comuna tinha 298 habitantes (densidade: 79,5 hab./km²).